# Gaston Haustraete

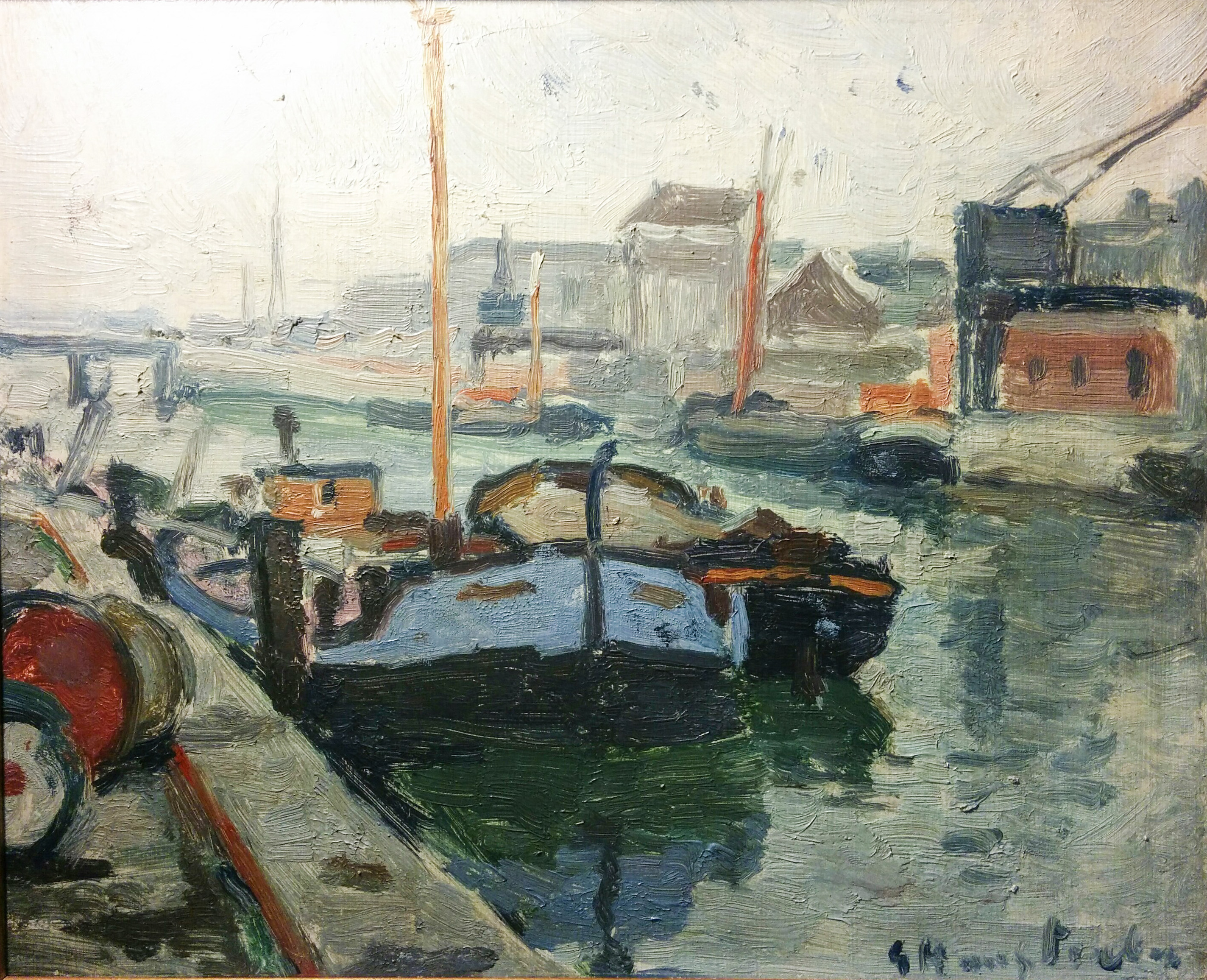
Vue sur le port.

Gaston Haustrate, né le 3 août 1878 à Everbeek et mort le 6 septembre 1949 à Uccle, est un peintre belge.

## Biographie
Gaston Pierre Irénée Haustrate (sans "e" après le "a" dans les actes officiels le concernant) est né à Everbeek le 3 août 1878, de Jules Haustrate, instituteur originaire d'Ellezelles où il était né en 1855, et de son épouse Léontine Neybergh. Gaston est le deuxième enfant d'une fratrie de quatre. Les Haustrate ou Haustraete, d'Ellezelles, sont un rameau d'une ancienne famille renaisienne déjà présente à Renaix au XVIe siècle. Jules Haustrate, le père de Gaston, est mort à Hal en 1922.     
Gaston Haustrate est élève de l'Académie des Beaux-Arts de Bruxelles. En 1899, il devient membre de l'association d'artistes Le Sillon, fondée en 1893. Il a son atelier dans la rue du Trône à Ixelles.
Gaston Haustrate épouse à Bruxelles en 1903 Marguerite Beaumont, de nationalité française.

## Œuvre
Gaston Haustrate préfère peindre les vieux quartiers, les rues et les ruelles de Bruxelles, mais aussi des natures mortes, des paysages, des marines, des portraits et des personnages.

## Expositions
En 1948, il y a eu une rétrospective au Cercle Artistique et Littéraire de Bruxelles.

## Musées
- Bruxelles, Musée d'Ixelles.
- Bruxelles, Charliermuseum (Place Jourdan sous la neige, Maternité).
- Ostende, Mu.ZEE (Musée d'art au bord de la mer).